# Zigdeleng
Zigdeleng (ou Zigdenleng, Zigdeling) est un village de la région de l'Extrême-Nord du Cameroun, dépendant du département du Diamaré dans la commune de Meri et le canton de Douroum.

## Localisation
Le village est localisé à 10°42’ et 14°04’, sur la route de Maroua à Douvangar.

## Population
En 1974, la localité comptait 460 habitants, principalement des Mofu.
Lors du dernier recensement de 2005, on y a dénombré 808 personnes, soit 410 hommes (50,74 %) pour 398 femmes (49,26 %). 

## Économie

### Éducation
Zigdeling a une école publique de niveau 3 depuis 1997. L’état de bâtiments de cette école est jugé passable avec l’aménagement des latrines. Il n y a pas de points d’eau, ni de clôture, ni de logements d’astreinte, encore moins un système d’assainissement ou de reboisement. Les structures de gestion sont présentes.

### Initiatives de développement
Il est prévu dans le plan communal la réalisation d’un forage MH à Zigdeleng, de même que la construction d’un bloc de deux salles de classe. Sont également prévus, notamment dans le domaine éducatif la construction de clôture, de points d’eau, la réhabilitation de salles de classe, l’acquisition de table-bancs, la construction de logements d’astreinte.